# Mehmed Said Khalil Efendi-zade
Mehmed Said Khalil Efendi-zade (Mehmed Said Efendi) fou un dignatari otomà, que va arribar a xaikh al-Islam.
Era fill de Birgili Halil Efendi (Halil de Birgi) i fou dues vegades kazasker d'Anadolu. Va pujar en la jerarquia dels ulemes i va arribar a xaikh al-Islam el 1749, càrrec que va exercir deu mesos fins que fou revocat el 1750 pel seu caràcter inflexible. Fou enviat desterrat a Bursa on va morir el 1754/1755. Alguns dels seus fills i nets foren teòlegs reputats.